# Carassioides phongnhaensis
Carassioides phongnhaensis е вид лъчеперка от семейство Шаранови (Cyprinidae).

## Разпространение и местообитание
Видът е разпространен във Виетнам.
Обитава крайбрежията на сладководни басейни и реки.